# Península de Hualpén
La Península de Hualpén (del mapudungún "wallpen" que significa "mira a tu alrededor") es un área representativa del Bosque Caducifolio de Concepción que comprende una superficie de 2.662 hectáreas que abarca toda la península. Al interior, colindante a la desembocadura del río Biobío, se encuentra el Parque y Museo Pedro del Río Zañartu, con una superficie de 552 hectáreas. La península de Hualpén se ubica en el área de transición entre el clima mediterráneo de la zona central y el clima templado-frío propio del sur, lo que explica la amplia diversidad de flora y fauna endémica del lugar.
Fue nombrada Santuario de la Naturaleza el 10 de junio de 1976 por medio del Decreto N°556 del Ministerio de Educación, Ley Nº 17.288 de Monumentos Nacionales; con el fin de proteger y conservar los diversos ecosistemas que lo componen y de los que dependen gran parte de la biodiversidad de la región. Desde ese entonces y hasta hoy, esta área está destinada al resguardo del patrimonio natural, la cual ha debido a que luchar contra una serie de efectos antrópicos que la han ido deteriorando. 
El resto de la península está compuesto por propiedades privadas como los fundos de Hualpén, Santa Eloísa, Las Escaleras, Chome, Perone, Ramuntcho y Lenga. La única propiedad fiscal es la administrada por la Armada de Chile en el sector del Faro Punta Hualpén, por lo que actualmente se encuentra en peligro de su urbanización.

## De Isla a Península
La Península de Hualpén tiene una superficie de 2.662 hectáreas. El relieve de la zona se presenta en general de forma irregular, con imponentes acantilados y llanuras de sedimentación marina. La conformación principal de la península corresponde a levantamientos graníticos del cerro Teta Norte (238 m.s.n.m) y Teta Sur (247 m.s.n.m), los que forman parte de la Cordillera de la Costa. Al este de estos cerros se ubica una terraza marina suavemente ondulada. En el sector oeste, la terraza desciende hacia el mar, formada por quebradas que se originan desde los cerros y se separan en forma de abanico hasta el mar. 
La erosión marina ha generado a través del tiempo acantilados en algunas zonas, y en la costa occidental de la península se encuentran algunas pequeñas planicies que han sido utilizadas para la localización de caletas pesqueras.
Geológicamente la zona más antigua de la comuna se encuentra en la Península, pues, existen rocas de más de 330 millones de años que alcanzan los 50 metros de altura. 

## Historia

### Primeros habitantes
Las evidencias datan del 2.500 a. C. y corresponden a un asentamiento Lafkenche, con especialización en la caza de mamíferos marinos. Este pueblo denominó Tren Tren al cerro isla, siendo un lugar sagrado para ellos.
Desde el año 1.00 d. C., se evidencia la presencia de la cultura Vergel, quienes vivían de la recolección, la agricultura hortícola, la crianza de animales y el desarrollo de la alfarería. 

### Llegada de los españoles
- En el año 1546, la expedición española a cargo de Pedro de Valdivia llegó hasta la desembocadura del río Biobío, haciendo toma del territorio.
- El Biobío como frontera histórica presenció la "Batalla de Hualpén" en el año 1550, la cual trajo consigo la disminución de la población indígena que habitaba en el lugar.
- En el año 1751, el territorio se volvió un lugar de fundos y estancias de los Jesuitas, quienes abastecían a toda la región con hortalizas, leche y otros productos. Tras la expulsión de los jesuitas en 1767, las tierras fueron confiscadas y heredadas a través de sucesiones que quedaron al poder de la familia Zañartu, destacando el filántropo Pedro del Río Zañartu, a quien se le reconoció como un amante de la naturaleza y del territorio.

### Creación de fundos
En el año 1921 la familia Price se hace dueña de los fundos: Hualpencillo, Lenga y Cerro Verde destinados a la ganadería, agricultura y silvicultura. Desde entonces los fundos fueron traspasados a diversas familias como Etcheberry Schroers, Macaya Medina, Laurent Rabal, Familia Perone, entre otros.
El fundo Las Escaleras perteneció a una sociedad llamada "Las Escaleras Country Club", constituida en 1950 por empresarios de la construcción de la zona. Luego, tras procesos legales y económicos, el dominio quedó a manos de la familia Yaconi..

## Ecosistemas y biodiversidad
Dado que la Península de Hualpén está ubicada al borde costero de la región, está compuesta principalmente por zonas de terrenos altos como cerros, mesetas y zonas litorales como acantilados, playas y fondo marino. Por otro lado, el clima presente en el Santuario de la Naturaleza corresponde a una transición entre dos tipos de climas diferentes: el mediterráneo, propio de la zona central y el clima templado de la zona sur del país. Dichas características hacen a la Península de Hualpén uno de los territorios con más biodiversidad de la región del Biobío. Además de poseer un amplio porcentaje de endemismo, resguardando uno de los últimos bosques nativos costeros de la región y diversas especies de plantas, animales e insectos que se encuentran, en su mayoría, en amenaza de extinción. 
Dentro, se han encontrado 294 especies diferentes de plantas, considerándose como el mayor registro en la región del Biobío; además se contabiliza 85 especies de macro-algas y diversos tipos de hongos endémicos de esta zona. Por otro lado, existe una amplia variedad de animales terrestres y acuáticos, además de un número registrado de 162 especies de aves de las cuales, al menos 149 se han encontrado en el Humedal Lenga.

## Caletas
- Caleta Chome: Ésta se encuentra ubicada en el fundo Macaya, donde se instaló una ballenera convirtiéndose en la segunda más importante del país y permitiendo el ingreso de las personas que junto a sus familias se constituyen hasta hoy como los habitantes de la caleta. La planta ballenera funcionó hasta 1983, producto de la prohibición internacional de la caza de ballenas. Actualmente los pobladores de la caleta Chome se desenvuelven en el turismo, la pesca artesanal y la gastronomía, destacando su tradicional fiesta del Changai.
- Caleta Perone: Corresponde al fundo Perone, asentamiento que existe desde 1905 con la llegada de familias para realizar trabajos de inquilinos, particularmente en el campo agrícola y forestal. Posteriormente, adoptan la pesca artesanalmente y la recolección de recursos marinos, actividad económica que perdura hasta el día de hoy. Una de las celebraciones más típicas del lugar, es la fiesta de San Pedro y San Pablo.
- Caleta Lenga: Ubicada en el fundo Price, al costado del Estuario de Lenga, surge de forma temporal la residencia de trabajadores durante la primera explotación de la cantera de Huachipato, ubicada en el fundo Ramuntcho a mediados de la década de 1940. Posteriormente, la población se dedicó a la extracción de pelillo y mariscos. Actualmente, sus habitantes se han reconvertido al negocio gastronómico y turístico.